# Coccoloba coriacea
Coccoloba coriacea là một loài thực vật có hoa trong họ Rau răm. Loài này được A.Rich. mô tả khoa học đầu tiên năm 1850.